# Acuitzio del Canje
Acuitzio del Canje es una localidad ubicada en el centro de estado de Michoacán, cabecera del municipio homónimo.

## Toponimia
El nombre «Acuitzio» deriva del vocablo purépecha akúitsi, que hace referencia a ‘culebras’ y, por extensión, ‘lugar de culebras’. El complemento «del Canje» conmemora el canje de prisioneros efectuado en el lugar el 5 de diciembre de 1865, en el marco de los conflictos durante la intervención francesa.

## Descripción geográfica

### Localización
Acuitzio del Canje se localiza al centro del estado, a 35 km de la capital estatal, entre las coordenadas 19º29'47" latitud norte y 101°19'58'' longitud oeste; a una altura de 2075 metros sobre el nivel del mar. Su superficie es de 6.461 km².

### Clima
El clima es templado subhúmedo con lluvias en verano, según la clasificación climática de Köppen. Cuenta con una precipitación pluvial anual de entre 800 y 1300 milímetros. La temperatura oscila entre 10 y 18 °C. En verano, puede alcanzar los 32 °C.

## Demografía
Cuenta con 7439 habitantes, lo que representa un incremento promedio de 1 % anual en el período 2010-2020 sobre la base de los 6743 habitantes registrados en el censo anterior. Ocupa una superficie de 6.416 km², lo que determina al año 2020 una densidad de 1159 hab/km².
La población de Acuitzio del Canje está mayoritariamente alfabetizada (3.94 % de personas analfabetas al año 2020) con un grado de escolarización en torno de los 8.5 años. Solo el 0.58% de la población se reconoce como indígena, y el 0.19 % habla al menos una lengua indígena.

### Población de Acuitzio del Canje 1900-2020
| Gráfica de evolución demográfica de Acuitzio del Canje entre 1900 y 2020                          |
|                                                                                                   |
| Población de los censos del Instituto Nacional de Estadística y Geografía (INEGI) de 1900 a 2020. |

## Monumentos históricos
Por su valor arquitectónico, en la localidad se preservan:
- Parroquia de San Nicolás Tolentino
- Capilla del Sagrado Corazón